# John Aloysius O’Mara
John Aloysius O’Mara (ur. 17 listopada 1924 w Buffalo, zm. 16 lutego 2022 w St. Catharines) – amerykański duchowny rzymskokatolicki posługujący w Kanadzie, w latach 1994-2002 biskup Saint Catharines.

## Życiorys
Święcenia kapłańskie przyjął 1 czerwca 1951. 24 maja 1976 został prekonizowany biskupem Thunder Bay. Sakrę biskupią otrzymał 29 czerwca 1976. 2 lutego 1994 został mianowany biskupem Saint Catharines, ingres odbył się 13 kwietnia. 9 listopada 2001 przeszedł na emeryturę.